# Paul Gösch

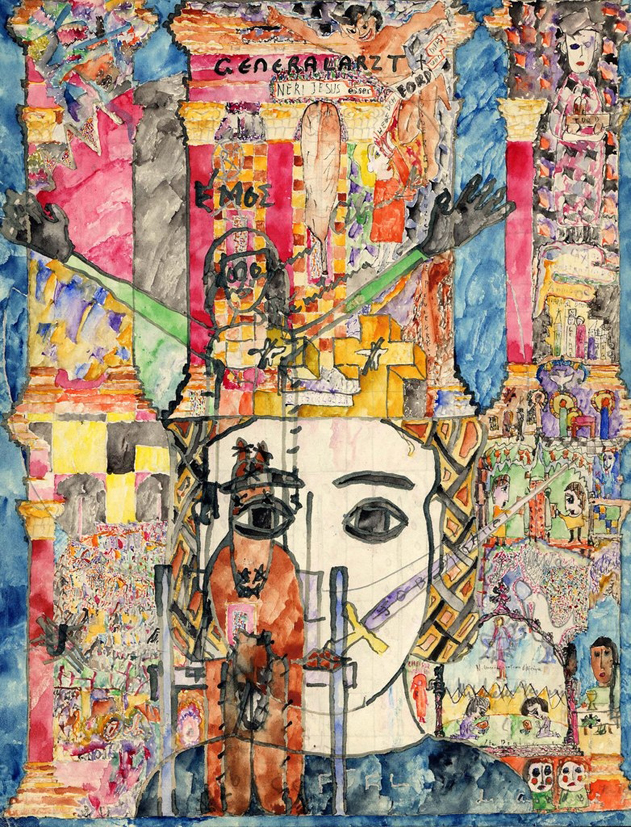
Sans titre (1928)

Paul Gösch ou Goesch (né le 30 août 1885 à Schwerin – mort en août 1940  à Brandebourg-sur-la-Havel) est un peintre et architecte expressionniste allemand. Souffrant de troubles psychiatriques, il a été victime du plan Aktion T4 mis en œuvre par le régime nazi.

## Œuvres
Il était très influencé par Stefan George.